# Ngày Sabát

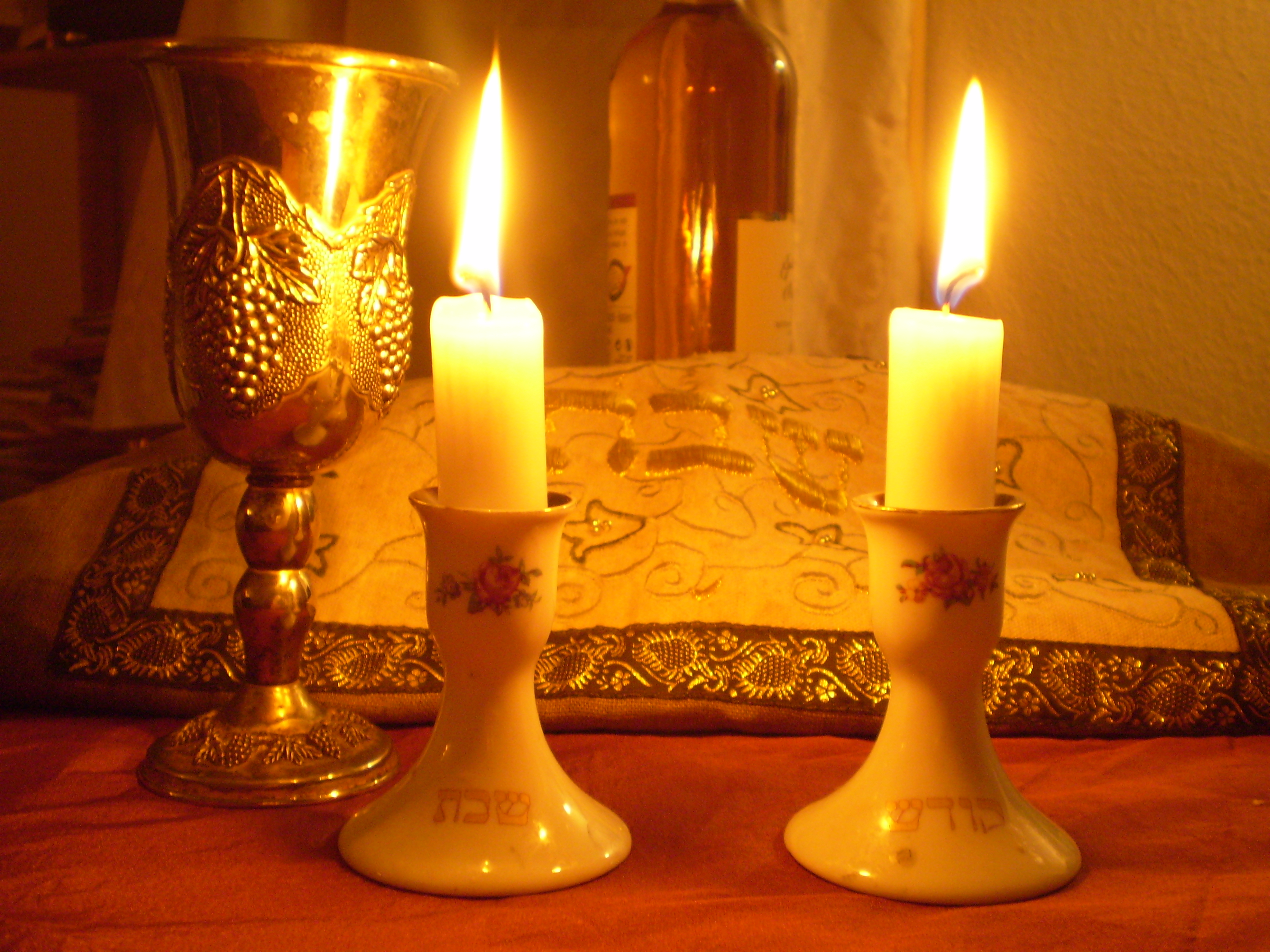
Nến Shabbat

Shabbat (שַׁבָּת hay ʃa'bat, có nghĩa là "nghỉ ngơi" hoặc "dừng") hoặc Shabbos (שבת) hay Sabbath là ngày nghỉ và ngày thứ bảy trong Do Thái giáo. Chữ Sabat được phiên âm từ tiếng Do Thái nó có nghĩa là ngày yên nghỉ, nhưng tính đến hiện nay hầu hết tất cả tín đồ công giáo và tin lành cải cách đều nghỉ vào ngày thứ nhất của tuần lễ (tức ngày chủ nhật), bởi theo nguyên tắc trong Kinh Thánh thì những người theo đạo tất cả đều phải nghỉ trong ngày thứ bảy tức ngày Sabat.
Ngày nay có nhiều người cho ngày chủ nhật là ngày Sabat nhưng theo Kinh Thánh thì ngày Sabat phải là ngày cuối tuần, mà nói đến ngày cuối tuần thật sự thì là ngày thứ bảy. Cũng có nhiều người cho rằng chủ nhật là ngày cuối tuần nhưng đó chỉ là do sau này Tổ chức tiêu chuẩn hóa quốc tế - ISO thiết lập lại. Nếu nhìn chung nhiều nền văn hóa trên thế giới thì tất cả đều có chung ngày cuối tuần là ngày thứ bảy. Hiện nay nhiều nước trên thế giới vẫn xem ngày thứ bảy là ngày cuối tuần tức là ngày Sabat (trong đó không có Việt Nam - Việt Nam xem chủ nhật là ngày cuối tuần).
Theo Do Thái giáo thì ngày Sabat được tạo nên từ khi tạo thiên lập địa và người thiết lập ra ngày này là Thượng đế bởi vì Ngài đã tạo dựng ra tất cả trong sáu ngày và đến ngày thứ bảy thì Ngài nghỉ, Ngài còn ban phước và lập riêng ra làm ngày thánh. Ngài còn phán nếu ai tin Chúa Giêsu thì phải nghỉ vào ngày thứ bảy tức ngày Sabat, nhưng tính đến nay công giáo đều nghỉ vào ngày chủ nhật, thay thế hoàn toàn cho ngày thứ bảy. 

## Lịch sử

### Từ nguyên
Chữ "Shabbat" bắt nguồn từ động từ tiếng Hebrew shavat (tiếng Hebrew: שָׁבַת). Mặc dù thường được dịch là "nghỉ ngơi" (danh từ hoặc động từ), một dịch chính xác khác của những từ này là "ngừng (làm việc)", do nghỉ ngơi không nhất thiết phải được bao hàm. Từ tiếng Hebrew hiện đại có liên quan shevita (đình công), có cùng ý nghĩa về sự kiêng cữ hoạt động hơn là thụ động trong công việc. Khái niệm về sự chấm dứt tích cực của lao động cũng được coi là phù hợp hơn với hoạt động của Thiên Chúa toàn năng vào ngày thứ bảy của Sáng tạo theo Sáng thế ký.

### Nguồn gốc

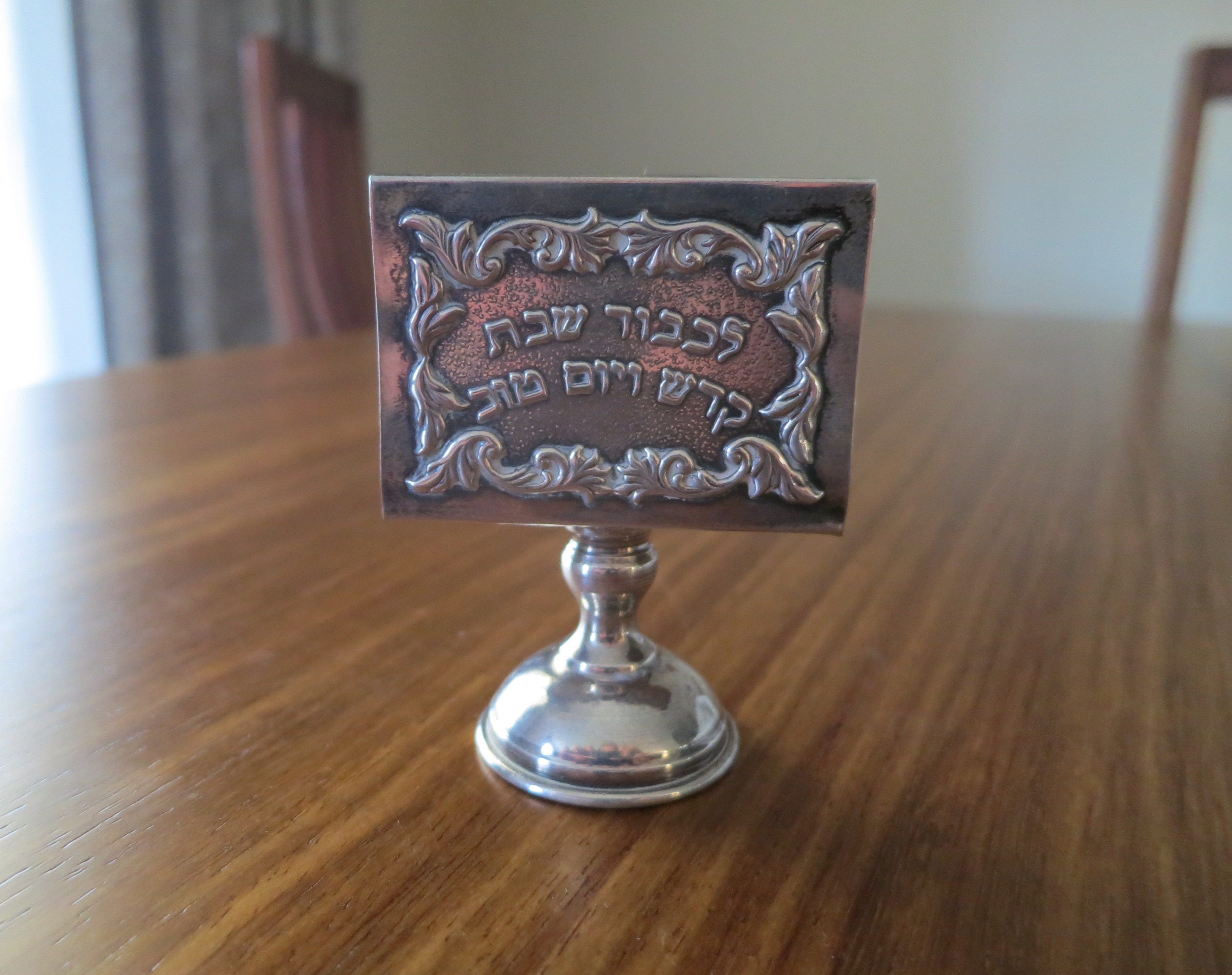
Người giữ hộp bạc cho Shabbat từ Cộng hòa Macedonia